# Peta Wilson
Peta Gia Wilson (Sídney, Nueva Gales del Sur, 18 de noviembre de 1970) es una actriz australiana. Se dio a conocer por interpretar el papel principal de la serie de televisión canadiense La Femme Nikita.

## Biografía
Es la segunda hija del matrimonio formado por Darcy Wilson, oficial del ejército retirado y Karlene White. Su hermano Rob es conductor del ejército. Su infancia transcurre en Papúa (Guinea) debido al trabajo del padre que estaba destinado en la isla. Por esta movilidad de su padre estudió en diferentes centros educativos destacándose la escuela católica Brisbane en Queensland, Australia.

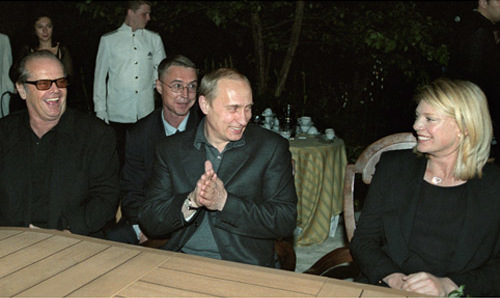
Peta Wilson (extremo derecho) con Vladímir Putin (centro) y Jack Nicholson.

En su juventud, aprovechando su físico, trabajó como modelo en Europa. Tras laborar en el mundo de la moda se trasladó a Los Ángeles para iniciar una carrera de actriz. En 1997 se unió sentimentalmente con Damian Harris con quien tiene un hijo llamado Marlowe. Es propietaria de la productora «Sweet Lip Productions».

## Carrera artística
Se traslada a Los Ángeles y comienza a recibir clases de interpretación. En 1995 debuta en una comedia canadiense titulada The Sadness of Sex. En este mismo año aparece en Naked Jane y al año siguiente en Loser (1996), ambas de bajo presupuesto en las que interpreta un pequeño papel. En 1996 trabaja en un telefilme titulado Woman Undone en un papel secundario, varios capítulos de Strangers y Los Inmortales.
En 1997 consigue su primer gran papel en la película One of Our Own junto con Michael Ironside. Pero es en este año cuando consigue el papel que la catapulta a la fama internacional, el de protagonista principal en la exitosa serie de televisión canadiense La Femme Nikita junto a Alberta Watson, Roy Dupuis. La serie se mantuvo cinco temporadas en emisión hasta que fue finalizada en 2001.
Esta serie fue emitida por el A&E Channel norteamericano en repetidas ocasiones. En la actualidad es pasada por el canal británico Zone Thriller (Astra 28,2 E).
En 2000 obtiene el papel protagonista de «Mercy», un thriller erótico junto a Ellen Barkin y Julian Sands.
En los años siguientes trabaja en el telefilme «Other People» (2001), «Joe y Max» (2002) y la miniserie «A Girl Thing».
En 2003 sustituyó a Monica Bellucci en la película «La liga de los hombres extraordinarios» protagonizada por Sean Connery basada en el libro de Alan Moore titulado The League of Extraordinary Gentlemen, en el papel de Mina Harker, 
En 2004 trabajó en el telefilme «False Pretenses», en 2005 en dos episodios «Jonny Zero».
En 2006 consiguió un papel muy pequeño en Superman Returns.
En 2007 actuó en la película Gardens of the Night.

## Filmografía
- Troppo (2021) ... como Eve
- Dutch Kills (2015) ... como Ladye Bishop
- The Finder (2012) en el episodio: "Little Green Man" ... como Pope
- Liberator (2011) ... como Marla Criswell
- CSI: Miami (2010) en el episodio: "Sudden Death" ... como Amanda
- Errand_boy (2010) ... como Genie
- Malibu Shark Attack (2009) ... como Heather
- Beautiful (2008) ... como Sherrie
- Gardens of the Night (2007) ... como Sarah
- Superman Returns (2006) ... como Bobbie-Faye
- Two Twisted (2006) en el episodio: "A Flash Exclusive" ... como Mischa Sparkle
- Jonny Zero (2005) en los episodios: "Bounty" y "Diamonds & Guns" ... como Aly
- False Pretenses (2004) ... como Dianne/Dee Dee
- La liga de los hombres extraordinarios (2003) ... como Mina Harker
- Joe and Max (2002) ... como Anny Ondra
- Other People (2001) (episodio piloto) ... como Harriet Stone
- A Girl Thing (2001) (miniseries) ... como Alex
- Mercy (2000) ... como Vickie Kittrie
- One of Our Own (1997) ... como la cabo Jennifer Vaughn
- Nikita (1997 - 2001) ... como Nikita
- Vanishing Point (1997) ... como chica de la motocicleta
- Woman Undone (1996) ... como recepcionista
- Loser (1996) ... como Alyssha Rourke
- Strangers (1996) en el episodio: "Going Without" ... como Martha
- Highlander (1996) en el episodio: "Promises" ... como inspectora
- Naked Jane (1995)
- The Sadness of Sex (1995) ... como chica de sus sueños

### De sí misma
- The Panel (2003) (episodio 6)
- Comic Book Superheroes Unmasked (2003) ... como invitada
- Live with Regis and Kelly
- The Rosie O'Donnell Show

## Premios

### Academia de la ciencia ficción, fantasía y películas de terror
- Nominada: 2003 Saturn Award - Mejor actriz de reparto - La liga de los hombres extraordinarios[1]
- Nominada: 1998 Saturn Award - Mejor actriz de televisión - La Femme Nikita (1997)[1]

### Premios Gemini
- Nominada: 1999 Gemini Award - Mejor interpretación protagonista dramática en una serie de televisión - La Femme Nikita (1997) Episodio -  "Cat and Mouse"[1]
- Nominada: 1998 Gemini Award - Mejor interpretación protagonista dramática en una serie de televisión - La Femme Nikita (1997)[1]